# Mariñelarena

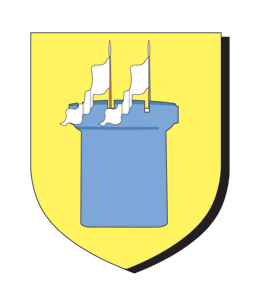
Escudo heráldico de la Casa Mariñelarena (2005)

El apellido Mariñelarena (o Marinelarena) es originario de la villa de Betelu, pueblo situado en el norte de la provincia de Navarra, España, y cercana al límite con Guipúzcoa. El apellido se extendió principalmente por Navarra y Guipúzcoa. 
Es un apellido de origen vasco, que significa del marinero, probablemente aludiendo a la casa originaria del apellido, que habría pertenecido a un marino. 
- Betelu es un pueblo con costumbres e idioma vasco (euskera).
- Los apellidos vascos proviene tanto de lo que se llama ahora País Vasco como de Navarra, debido a que los vascones vivieron y viven en las dos zonas (País Vasco y Navarra).

## Escudo
Es un apellido acreedor a escudo familiar, ya que la gran mayoría de familias vascas, tenían reconocida su nobleza.
El escudo se forma con dos banderas de plata, sobre torre en azul con troneras de plata y con fondo en oro.

## Linaje familiar en Betelu
- Marinelarena, Javier Eduardo de; Dueño de Juangorena.

- Vecino noble en 1695

- Marinelarena, Javier Eduardo; Dueño de Ochotorena.

- Regidor en 1700.

- 'Marinelarena, Javier Eduardo; Dueño de Juangorena.

- Regidor en 1700.

- 'Marinelarena, Javier Eduardo; Dueño de Juangorena.

- Teniente de alcalde en 1703
- Alcalde en 1712
- Regidor en 1727
- Alcalde en 1731
- Teniente de alcalde en 1735
- Regidor en 1738
- Regidor en 1748

- Marinelarena, Lorenzo de; Dueño de Garciarena.

- Regidor en 1718

- Marinelarena, Juan Fermín de; Dueño de Garciarena.

- Regidor en 1742
- Teniente de alcalde en 1745
- Alcalde en 1747
- Teniente de alcalde en 1749
- Regidor en 1753 y 1763

- Marinelarena, Martiarano; Dueño de Juangorena.

- Alcalde en 1762

- Marinelarena, Martín de; Dueño de Bengoechea de Suso o Juangorena y Migueltorena.

- Regidor en 1773
- Alcalde en 1782
- Regidor en 1785

- Marinelarena, Ramón Antonio de; Dueño de Garciarena y Echezarra.

- Regidor en 1778
- Alcalde en 1776
- Teniente de alcalde en 1779
- Regidor en 1784 y 1796
- Teniente de alcalde en 1802 y 1804

- Marinelarena, Juan Fermín de; Dueño de Echeverria y Garciarena.

- Regidor en 1806
- Alcalde en 1809